# لیگ برتر فوتبال افغانستان فصل ۱۳۹۲
لیگ برتر فوتبال افغانستان ۱۳۹۲ دومین فصل از بازی‌های لیگ برتر فوتبال افغانستان است، لیگ برتر افغانستان یک لیگ فوتبال باشگاهی است که در سال ۱۳۹۱ تأسیس شده‌است. این فصل در ۲۲ اوت ۲۰۱۳ با مرحله گروهی آغاز شد و با فینال در ۱۱ اکتبر ۲۰۱۳ به پایان رسید. باشگاه فوتبال طوفان هریرود به عنوان مدافع عنوان قهرمانی راهی این فصل شد. در فینال، باشگاه فوتبال شاهین آسمایی با وقت اضافی و برتری ۱–۳ سیمرغ البرز را شکست داده، قهرمانی فصل را از آن خود کرد.

## روند گزینش
برای دومین فصل لیگ برتر فوتبال افغانستان، فدراسیون فوتبال افغانستان و گروه موبی که بنیانگذاران و سازمان دهندگان لیگ بودند، تصمیم گرفتند لیگ را در سه مرحله بازی‌های منطقه‌ای، بازی‌های گروهی و انتخاب تیم و بازیکنان برتر توسط رادهی مخاطبان آغاز کنند. برای گسترش لیگ به ولایت‌های افغانستان، تصمیم گرفته شد بازی‌ها در ۸ منطقه افغانستان (۸ زون افغانستان) آغاز شود تا هشت تیم لیگ برتر فوتبال افغانستان تکمیل شود. هدف از بازی‌های منطقه‌ای این بود که به بازیکنان جوان تر فرصت تبدیل شدن به یک فوتبالیست حرفه‌ای را بدهد، در ضمن ساختار این بازی که برپایه شناسایی استعدادهای برتر بود، باعث شد بهترین تیم فوتبال هر منطقه تشکیل شود.
بازی‌های منطقه‌ای در ماه مه و ژوئن ۲۰۱۳ آغاز شد و در هر تورنمنت حدود چهار تا شش تیم وارد بازی شدند. یک تیم از مهاجران افغانستانی ایران و یک تیم از مهاجران افغانستانی پاکستان نیز در کنار تیم‌های منطقه (زون) مرکز و شرق شرکت داشتند. پس از پایان بازی‌های منطقه‌ای، ۲۶ بازیکن برتر از هر تیم شرکت کننده در یک تیم واحد سازمان یافتند و به نمایندگی از آن منطقه وارد مرحله گروهی لیگ برتر فوتبال افغانستان شدند.
۸ تیم برتر انتخاب شده از ۸ منطقه افغانستان:
- باشگاه فوتبال سیمرغ البرز به نمایندگی از زون شمال افغانستان

باشگاه فوتبال موج‌های آمو به نمایندگی از زون شمال شرقی افغانستان
- باشگاه فوتبال بازهای اسپین غر به نمایندگی از زون شرق افغانستان
- باشگاه فوتبال موج‌های اباسین به نمایندگی از زون جنوب شرقی افغانستان
- باشگاه فوتبال قهرمانان میوند به نمایندگی از زون جنوب افغانستان
- باشگاه فوتبال طوفان هریرود به نمایندگی از زون غرب افغانستان
- باشگاه فوتبال شاهین آسمایی به نمایندگی از پایتخت افغانستان
- باشگاه فوتبال عقابان هندوکش به نمایندگی از زون مرکزی افغانستان

## روند بازی‌ها

### تیم‌ها
| باشگاه          | شهر      | منطقه    | گروه     |
| --------------- | -------- | -------- | -------- |
| بازهای اسپین غر | جلال‌آباد | شرق      | گروه الف |
| موج‌های آمو      | قندوز    | شمالشرق  | گروه الف |
| سیمرغ البرز     | مزارشریف | شمال غرب | گروه الف |
| طوفان هریرود    | هرات     | غرب      | گروه الف |
| موج‌های اباسین   | خوست     | جنوب غرب | گروه ب   |
| قهرمانان میوند  | قندهار   | جنوب     | گروه ب   |
| عقابان هندوکش   | غزنی     | مرکز     | گروه ب   |
| شاهین آسمایی    | کابل     | پایتخت   | گروه ب   |

### بازی‌ها
فصل دوم لیگ برتر فوتبال افغانستان رسماً در ۲۲ اوت ۲۰۱۳ در ورزشکاه فدراسیون فوتبال افغانستان، استادیوم غازی آغاز شد و تا ۲۷ سپتامبر ادامه داشت. دیدار نیمه نهایی آن در دو مرحله و دیدار پایانی آن در ۱۱ اکتبر ۲۰۱۳ برگزار شد.
بازی‌های این هشت تیم به‌صورت زنده توسط تلویزیون طلوع و لمر در برنامه میدان سبز پوشش داده شد و از هیجان انگیزترین بازی‌های فوتبال افغانستان در ماه رمضان بود که به‌صورت گسترده مورد استقبال مردم افغانستان قرار گرفت. در پایان فصل بازیکنان برتر، تیم قهرمان و تیم نایب قهرمان انتخاب شده، ۱۸ بازیکن منتخب وارد لیگ برتر فوتبال افغانستان گردیدند.

## مرحله گروهی

### جدول گروه الف
| تیم             | بازی | برد | مساوی | باخت | گل زده | گل خورده | میانگین گل | امتیاز | دور بعد    |
| --------------- | ---- | --- | ----- | ---- | ------ | -------- | ---------- | ------ | ---------- |
| طوفان هریرود    | ۳    | ۲   | ۱     | ۰    | ۱۱     | ۳        | +۸         | ۷      | نیمه نهایی |
| سیمرغ البرز     | ۳    | ۱   | ۲     | ۰    | ۱۰     | ۵        | +۵         | ۵      | نیمه نهایی |
| بازهای اسپین غر | ۳    | ۱   | ۰     | ۲    | ۲      | ۱۱       | –۹         | ۳      |            |
| موج‌های آمو      | ۳    | ۰   | ۲     | ۱    | ۳      | ۷        | -۴         | ۱      |            |

| ۲۲ اوت ۲۰۱۳ | طوفان هریرود                                                 | ۵ – ۰ | بازهای اسپین غر | استادیوم غازی، کابل |
| ۱۶:۰۰       | ندیم ۷' (pen) · آزادانی ۱۷' · افشار ۲۷' · محمدی ۷۰' · یعقوبی | گزارش |                 |                     |

| ۲۹ اوت ۲۰۱۳ | سیمرغ البرز | ۲ – ۲ | موج‌های آمو | استادیوم غازی، کابل |
| ۱۶:۰۰       |             | گزارش |            |                     |

| ۵ سپتامبر ۲۰۱۳ | سیمرغ البرز | ۵ – ۰ | بازهای اسپین غر | استادیوم غازی، کابل |
| ۱۶:۰۰          |             |       |                 |                     |

| ۱۳ سپتامبر ۲۰۱۳ | طوفان هریرود | ۳ – ۰ | موج‌های آمو | استادیوم غازی، کابل |
| ۱۶:۰۰           |              |       |            |                     |

| ۱۹ سپتامبر ۲۰۱۳ | طوفان هریرود | ۳ – ۳ | سیمرغ البرز | استادیوم غازی، کابل |
| ۱۶:۰۰           |              |       |             |                     |

| ۲۶ سپتامبر ۲۰۱۳ | موج‌های آمو | ۱ – ۲ | بازهای اسپین غر | استادیوم غازی، کابل |
| ۱۶:۰۰           |            |       |                 |                     |

### جدول گروه ب
| تیم            | بازی | برد | مساوی | باخت | گل زده | گل خورده | میانگین گل | امتیاز | دور بعد    |
| -------------- | ---- | --- | ----- | ---- | ------ | -------- | ---------- | ------ | ---------- |
| عقابان هندوکش  | ۳    | ۲   | ۱     | ۰    | ۸      | ۲        | +۶         | ۷      | نیمه نهایی |
| شاهین آسمایی   | ۳    | ۲   | ۱     | ۰    | ۴      | ۱        | +۳         | ۷      | نیمه نهایی |
| موج‌های اباسین  | ۳    | ۱   | ۰     | ۲    | ۳      | ۶        | -۳         | ۳      |            |
| قهرمانان میوند | ۳    | ۰   | ۰     | ۳    | ۱      | ۶        | –۵         | ۰      |            |

| ۲۳ اوت ۲۰۱۳ | شاهین آسمایی                | ۱ – ۱ | عقابان هندوکش | استادیوم غازی، کابل |
| ۱۶:۰۰       | شریفی ۴۰' · بارکزی ۵۳'، ۹۰' | گزارش | توتاخیل ۸۸'   |                     |

| ۳۰ اوت ۲۰۱۳ | قهرمانان میوند | ۰ – ۲ | موج‌های اباسین | استادیوم غازی، کابل |
| ۱۶:۰۰       |                |       |               |                     |

| ۶ سپتامبر ۲۰۱۳ | قهرمانان میوند | ۱ – ۲ | عقابان هندوکش | استادیوم غازی، کابل |
| ۱۶:۰۰          |                |       |               |                     |

| ۱۲ سپتامبر ۲۰۱۳ | موج‌های اباسین | ۱ – ۵ | عقابان هندوکش | استادیوم غازی، کابل |
| ۱۶:۰۰           |               |       |               |                     |

| ۲۰ سپتامبر ۲۰۱۳ | شاهین آسمایی | ۲ – ۰ | قهرمانان میوند | استادیوم غازی، کابل |
| ۱۶:۰۰           |              |       |                |                     |

| ۲۷ سپتامبر ۲۰۱۳ | شاهین آسمایی | ۱ – ۰ | موج‌های اباسین | استادیوم غازی، کابل |
| ۱۶:۰۰           |              |       |               |                     |

## مرحله پایانی
|  | نیمه‌پایانی     | نیمه‌پایانی  |   |  | پایانی        | پایانی |  |
|  |                |             |   |  |               |        |  |
|  | استادیوم غازی  |             |   |  |               |        |  |
|  | طوفان هریرود   | ۲           |   |  |               |        |  |
|  | شاهین آسمایی   | ۳           |   |  |               |        |  |
|  |                |             |   |  |               |        |  |
|  |                |             |   |  | استادیوم غازی |        |  |
|  |                |             |   |  | عقابان هندوکش | ۱      |  |
|  |                | سیمرغ البرز | ۲ |  |               |        |  |
|  |                |             |   |  |               |        |  |
|  |                |             |   |  |               |        |  |
|  |                |             |   |  |               |        |  |
|  | استادیوم غازی  |             |   |  |               |        |  |
|  | بازهای اسپین‌غر | ۳           |   |  |               |        |  |
|  | طوفان هریرود   | ۴           |   |  |               |        |  |

### دیدار نیمه‌نهایی
| ۳ اکتبر ۲۰۱۳ | طوفان هریرود | ۲ – ۰ | شاهین آسمایی | استادیوم غازی، کابل |

| ۴ اکتبر ۲۰۱۳ | عقابان هندوکش | ۲ – ۱ | سیمرغ البرز | استادیوم غازی، کابل |

| ۶ اکتبر ۲۰۱۳ | طوفان هریرود | ۰ – ۳ | شاهین آسمایی | استادیوم غازی، کابل |

| ۷ اکتبر ۲۰۱۳ | عقابان هندوکش | ۱ – ۳ | سیمرغ البرز | استادیوم غازی، کابل |

### دیدار پایانی
| شاهین آسمایی | ۳ – ۱ (و.ا.) | سیمرغ البرز |
| ------------ | ------------ | ----------- |
|              |              |             |

## آمار گولزن‌ها
| رتبه. | بازیکن          | تیم           | گول‌ها |
| ----- | --------------- | ------------- | ----- |
| ۱     | حمیدالله کریمی  | طوفان هریرود  | ۷     |
| ۲     | حشمت‌الله بارکزی | شاهین آسمایی  | ۷     |
| ۳     | فیاض عزیزی      | سیمرغ البرز   | ۶     |
| ۴     | معروف محمدی     | طوفان هریرود  | ۳     |
| ۵     | غلام یعقوبی     | طوفان هریرود  | ۳     |
| ۶     | منیرالحق ندیم   | سیمرغ البرز   | ۳     |
| ۷     | زمری سالنگی     | عقابان هندوکش | ۶     |